# Rue de l'Étoile (Toulouse)
Pour les articles homonymes, voir Rue de l'Étoile.
La rue de l'Étoile (en occitan : carrièra de l'Estela) est une voie de Toulouse, chef-lieu de la région Occitanie, dans le Midi de la France.

## Situation et accès

### Description
La rue de l'Étoile est une voie publique. Elle se trouve dans le quartier Dupuy.
La chaussée compte une voie de circulation automobile en sens unique, du boulevard du Professeur-Léopold-Escande vers le boulevard Lazare-Carnot. Elle appartient à une zone 30 et la vitesse y est limitée à 30 km/h. Il n'existe pas de bande, ni de piste cyclable, quoiqu'elle soit à double-sens cyclable.

### Voies rencontrées
La rue de l'Étoile rencontre les voies suivantes, dans l'ordre des numéros croissants :
1. Boulevard Lazare-Carnot
2. Rue Eugène-Delacroix
3. Rue Pierre-Paul-Riquet
4. Boulevard du Professeur-Léopold-Escande

## Odonymie
Le nom de la rue de l'Étoile est ancien, puisqu'il existe déjà au XIVe siècle et s'applique à une partie du terroir qui fait face à la porte Neuve (emplacement au-devant de l'actuel no 47 boulevard Lazare-Carnot) – fora la Porta Nova, selon le cadastre de 1458. Cependant, l'historien toulousain Pierre Salies ne pense pas qu'il faille rapprocher ce nom d'une « étoile » (estela en occitan), mais d'une « stèle » (estela en occitan) ou d'un monument funéraire qui s'y serait trouvé. C'est en effet le site d'une importante nécropole de la Tolosa antique.
La rue n'a pas changé de nom, sauf au XVIIe siècle, où on lui trouve aussi celui de Greniers ou dels Graniers – c'est aussi celui d'une rue voisine, la rue Idrac, entre le XVIIe siècle et 1896 – : il lui vient de la présence de greniers ou entrepôts à grains. En 1794, pendant la Révolution française, où la rue devint quelque temps la rue les Bons-Garçons, sans que cette appellation soit conservée.

## Patrimoine et lieux d'intérêt
- no  5 : immeuble (deuxième moitié du XIXe siècle)[4].
- no  23 : immeuble (deuxième quart du XIXe siècle)[5].